# Ludmila Soukupová

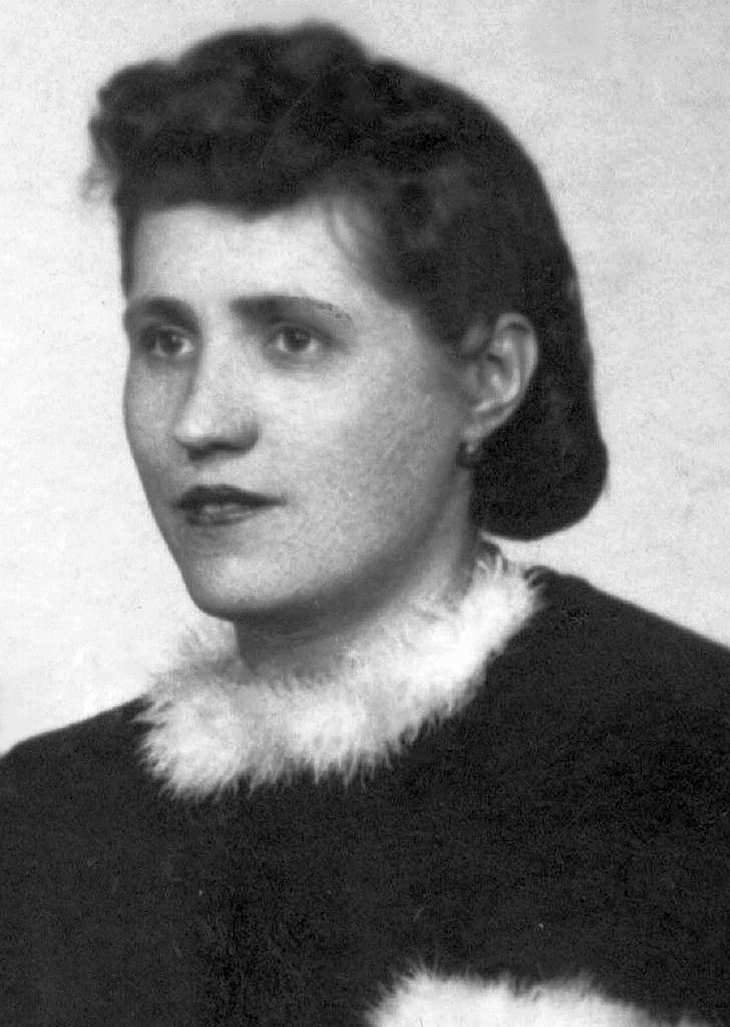
Její sestra Marie Kovárníková

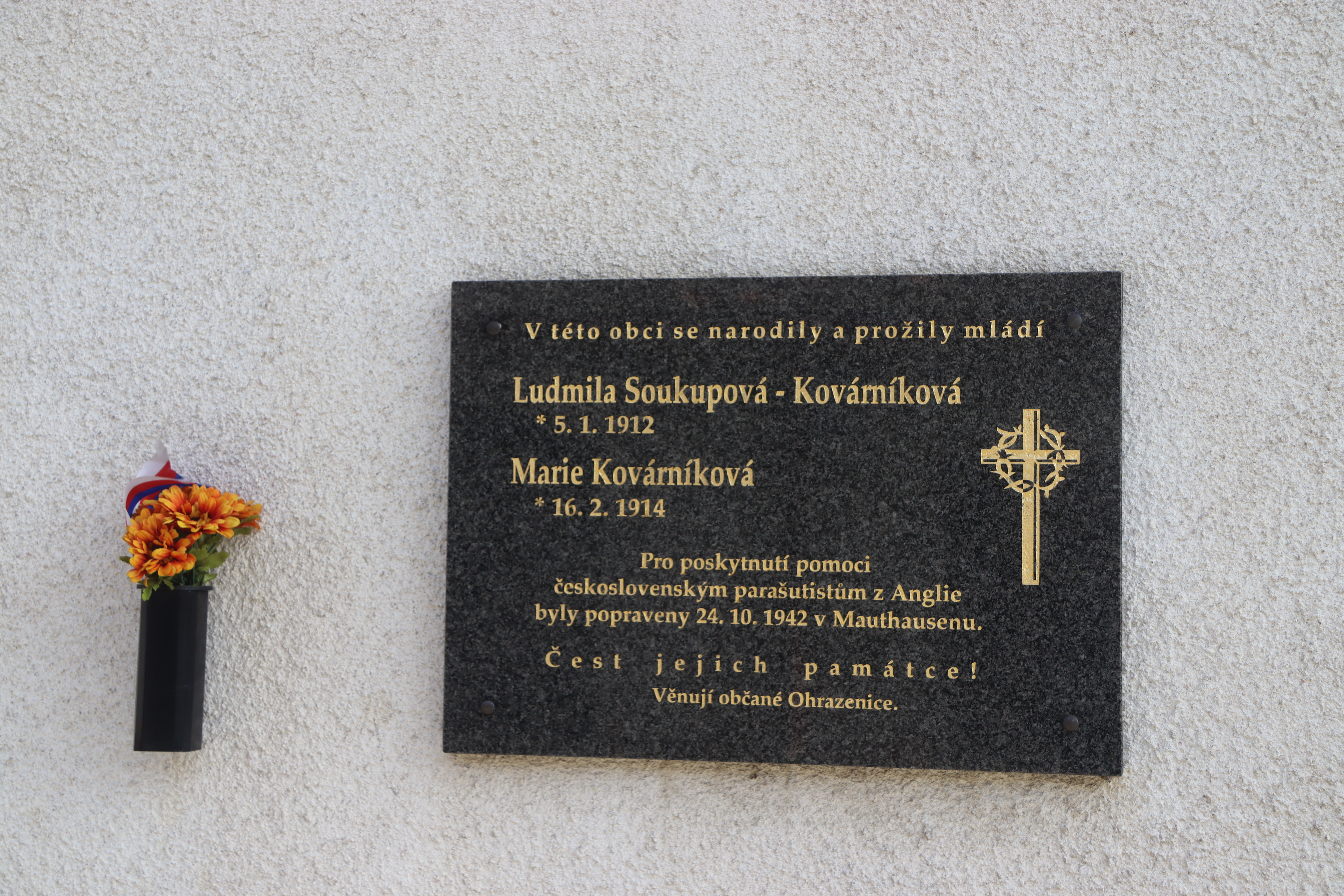
Pamětní deska na domě v Ohrazenicích, kde sestry Kovárníkovy prožily část svého mládí

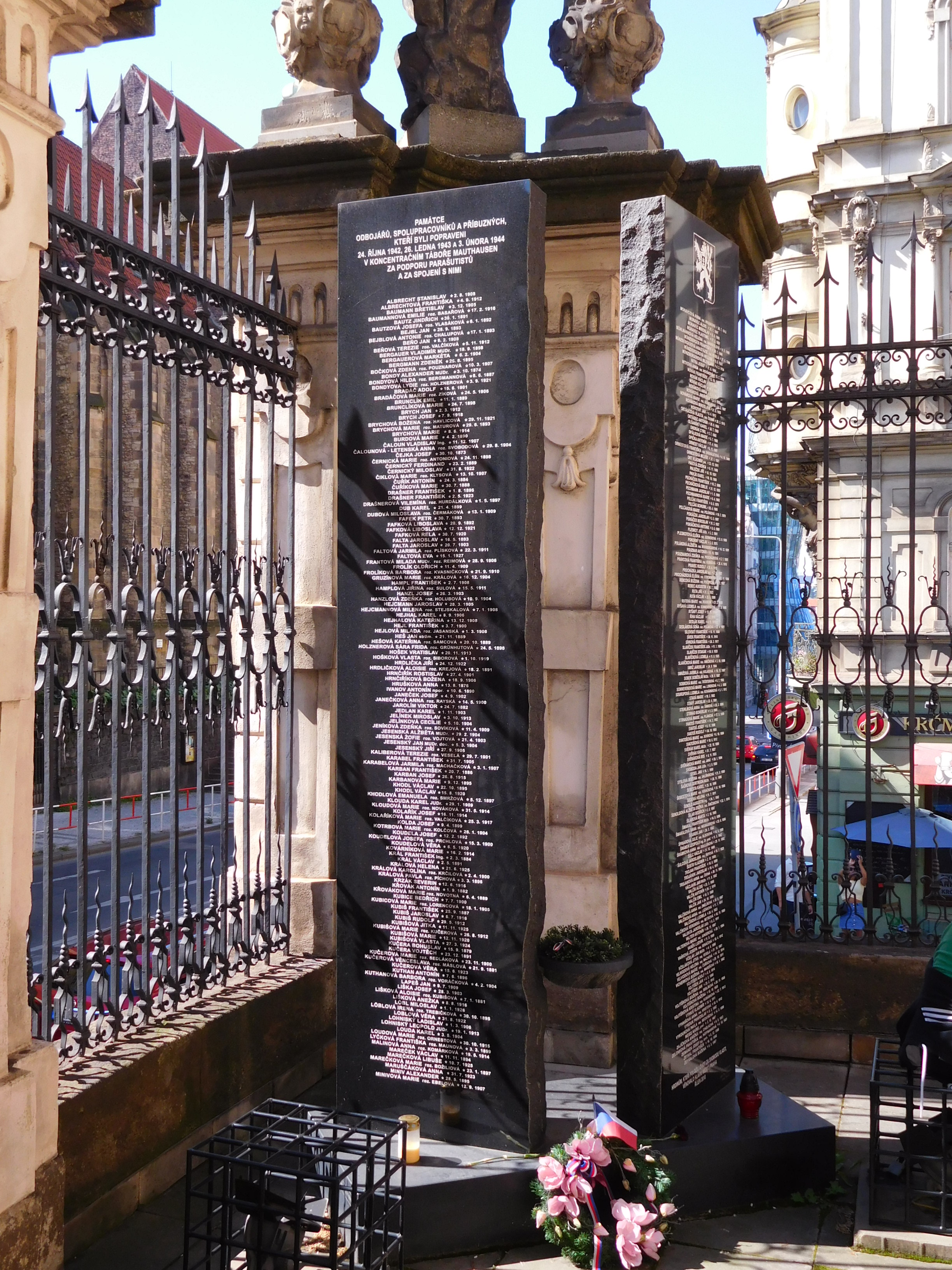
Pomník odbojářům popraveným a umučeným v souvislostí s operací Anthropoid (Resslova ulice)

Ludmila Soukupová, rozená Kovárníková (5. ledna 1912 Ohrazenice – 24. října 1942 koncentrační tábor Mauthausen) byla účastnicí protiněmeckého domácího odboje v Protektorátu Čechy a Morava a podporovatelkou parašutistů výsadku Anthropoid z okruhu radikálního sokolského odbojáře Jana Zelenky-Hajského.

## Život
Ludmila Soukupová se narodila jako Ludmila Kovárníková 5. ledna 1912 v Ohrazenicích okres Třebíč (dříve Moravské Budějovice) do rodiny Antonína Kovárníka (* 9. května 1883, Ohrazenice 15, Jaroměřice nad Rokytnou) a jeho ženy Marie Kovárníkové (rozené Dvořákové; * 25. prosince 1885, Myslibořice 66, okres Třebíč). Ludmila měla tři sourozence, ale její životní cesta a osud byl spojen především s její o dva roky mladší sestrou Marií Kovárníkovou (16. února 1914, Ohrazenice – 24. října 1942, Koncentrační tábor Mauthausen). Později se obě sestry Kovárníkovy přestěhovaly za prací do Prahy. V době protektorátní Ludmila Soukupová pracovala v kartonážním závodě firmy K. Reicha na pražském Smíchově, zatímco její mladší sestra Marie byla zaměstnána v Hloubětíně v továrně na margarín Sana. Ludmila Kovárníková se v roce 1938 vdala za elektromontéra Antonína Soukupa (* 25. září 1898, Klatovy) z Klatov a měla s ním dceru Ludmilu (v roce 1942 jí bylo 3,5 roku). V roce 1940 byl její manžel Antonín Soukup uvězněn pro sabotáž. (Po návratu z výkonu trestu za sabotáž byl Antonín odvlečen do Malé pevnosti Terezín, druhou světovou válku nepřežil.) Ludmila Soukupová bydlela v Praze III v Magdeburské ulici číslo 2 (dnes – rok 2024 – v Letenské ulici 526/2) pod Pražským hradem a její svobodná mladší sestra Marie se k ní (cca v roce 1940) přistěhovala do společné domácnosti.

### Anna Malinová
V době protektorátní byla Anna Malinová (1914–1942) zaměstnána v kartonážním závodě firmy K. Reicha na pražském Smíchově, kde shodou okolností pracovala také Ludmila Soukupová. Anna byla vdova, měla (v roce 1942) tříletou dcerku Alenu (* 1939), její manžel Antonín Malina byl původním povoláním čalouník, ale zemřel při mobilizaci v roce 1938 nebo 1939 nejspíše v důsledku špatných hygienických podmínek. Anna bydlela v nevelkém (malá kuchyň a pokojík) pavlačovém bytě v poněkud sešlém domě na Pankráci a to bez dcerky Alenky, která žila u své babičky Josefy Komárkové v Nalžovských Horách na Klatovsku (v Podšumaví). (Alenka ze zdravotních důvodů nemohla chodit do školky, Anna Malinová musela po úmrtí svého manžela Antonína nastoupit do práce, takže péči o dcerku svěřila její babičce.) Známost s mladou vdovou Annou Malinovou (byla o dva roky mladší než Gabčík) navázal parašutista rotmistr Jozef Gabčík počátkem ledna 1942 v tramvaji. Mezi oběma vznikl velmi rychle intimní vztah. Gabčík u ní delší čas bydlel a alespoň některé dny a noci v týdnu se u ní zdržoval. Prostřednictvím Ludmily Soukupové se nakonec i parašutista rotmistr Jan Kubiš seznámil s Ludmilinou sestrou Marií Kovárníkovou a také mezi nimi vznikl intimní vztah.
Jozef Gabčík a Jan Kubiš se po Praze pohybovali většinou v doprovodu Anny Malinové, Marie Kovárníkové a Ludmily Soukupové. Zřejmě v této sestavě navštívili jmenovaní i putovní výstavu „Sovětský ráj“, která probíhala od 28. února 1942 po 4 týdny v budově Moderní galerie na pražském Výstavišti (německy: Messegelände) u Stromovky.

### František Šafařík
František Josef Šafařík (1907–1970) pocházel z pražské Liboce. Jeho otec byl zaměstnán na Pražském hradě, kde pracoval jako podkoní a kočí. Začátkem 20. let 20. století František navštěvoval libockou 5. obecnou školu, kde měl za učitele mladého, morálního a vlastenecky smýšlejícího Jana Zelenku, který sem nastoupil krátce po skončení studií. František Šafařík byl vyučeným tesařem. U Hospodářské správy Pražského hradu ve funkci údržbáře nábytku byl zaměstnán od roku 1933 a tuto pozici si udržel i po nastolení Protektorátu Čechy a Morava a též i po nástupu (28. září 1941) Reinharda Heydricha do funkce zastupujícího říšského protektora.

### Jan Zelenka-Hajský
Jan Zelenka (1895–1942) pocházel z rodiny učitele a sám se tomuto povolání věnoval v Liboci, později v Háji u Duchcova. Po podepsání mnichovské dohody (a záboru českého pohraničí) s rodinou uprchl zpět do Prahy. V roce 1941 se v rámci odboje podílel na vzniku organizace Jindra. Po rozpuštění Sokola pomáhal budovat údernou (radikální) skupinu Říjen, kterou založil spolu s Jaroslavem Pechmanem jako jednu ze složek Obce sokolské v odboji. Od jara 1942 jako velitel skupiny Říjen úzce spolupracoval s parašutisty Gabčíkem a Kubišem z operace Anthropoid, pomáhal jim zajišťovat úkryty a plánovat útok na Reinharda Heydricha.
Plánování atentátu vyžadovalo pečlivou přípravu podloženou poměrně detailními znalostmi o zvycích a pohybu zastupujícího říšského protektora na Pražském hradě i mimo něj. Heydrich i s rodinou bydlel do dubna 1942 na Pražském hradě a po Velikonocích 1942, co se rodina přestěhovala do Panenských Břežan, dojížděl denně za prací z Panenských Břežan na Pražský hrad. Získat spolehlivého informátora přímo mezi zaměstnanci na Pražském hradě se zdálo z hlediska plánování atentátu jako klíčové. Jeden z významných podporovatelů parašutistů Jan Zelenka-Hajský z řad domácího radikálního sokolského odboje si uvědomil, že jeho bývalý žák z libocké školy František Šafařík pracuje přímo na Pražském Hradě jako smluvní zřízenec u Hospodářské správy.
Jan Zelenka-Hajský tedy těsně před zimou 1941 vyhledal na Pražském hradě Františka Šafaříka aby jej „oťukal“ a zjistil, zda bude ochoten ke spolupráci a ujme se riskantní role informátora. Zelenka především požadoval od Šafaříka podrobné informace o harmonogramu (programu) Heydrichových cest, kterým automobilem pojede, kdy a kam pojede a s jak silným ozbrojeným doprovodem. Oba muži se pak v prvních měsících roku 1942 ještě sešli několikrát a spolupráce Šafaříka s domácím odbojem tak byla navázána.
Poprvé se František Šafařík (prostřednictvím Jana Zelenky) setkal osobně s Kubišem a Gabčíkem v lednu nebo únoru 1942 a následně pak ještě několikrát a to nejen v Čelakovského sadech u Národního muzea a na Malostranském náměstí, ale i v hospodě „U Dvou koček“ a také přímo na Pražském hradě.

Spolupracovnice a spolupracovníci Ludmily Soukupové v odboji
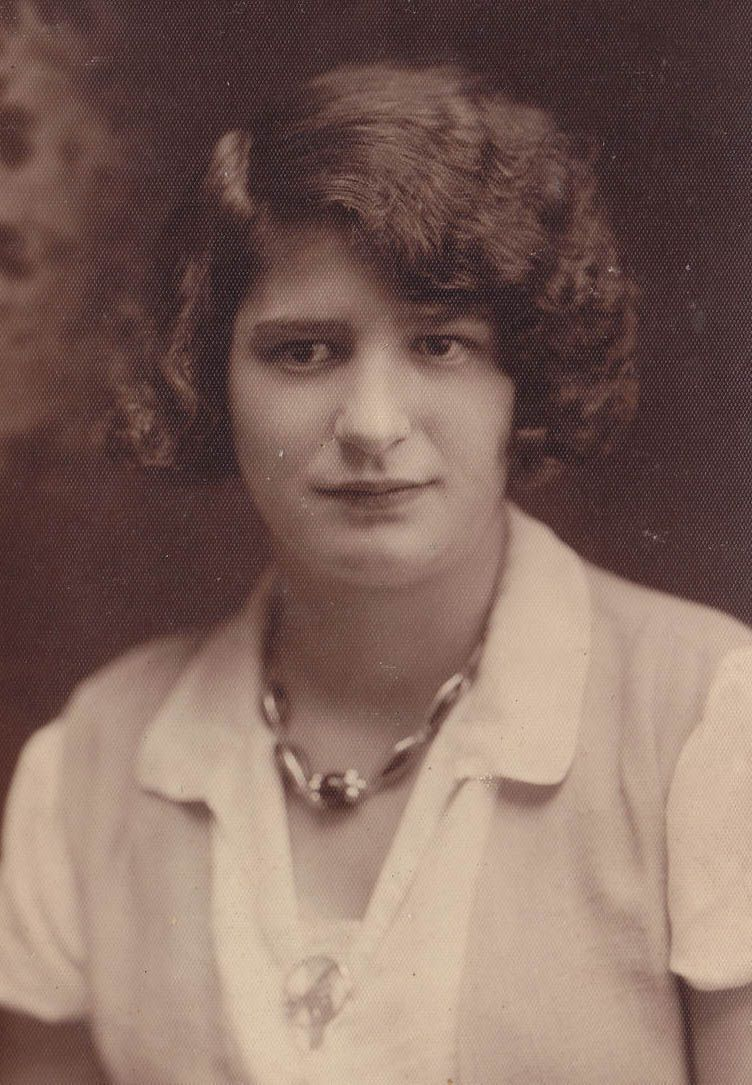
Anna Malinová
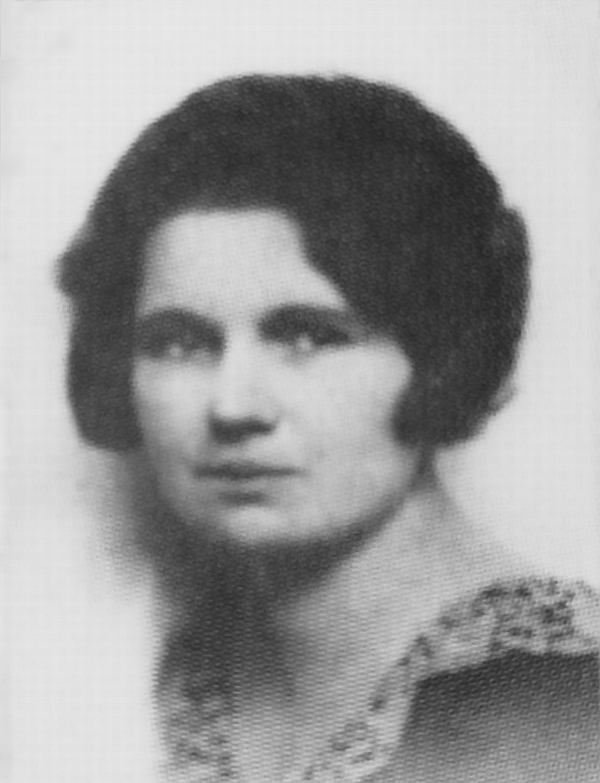
Terezie Kaliberová
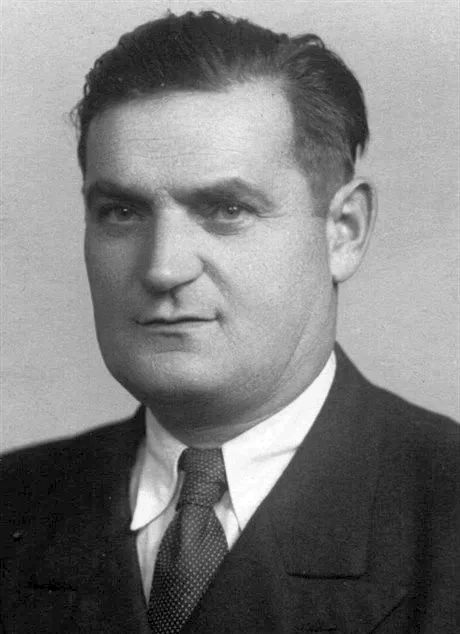
František Šafařík
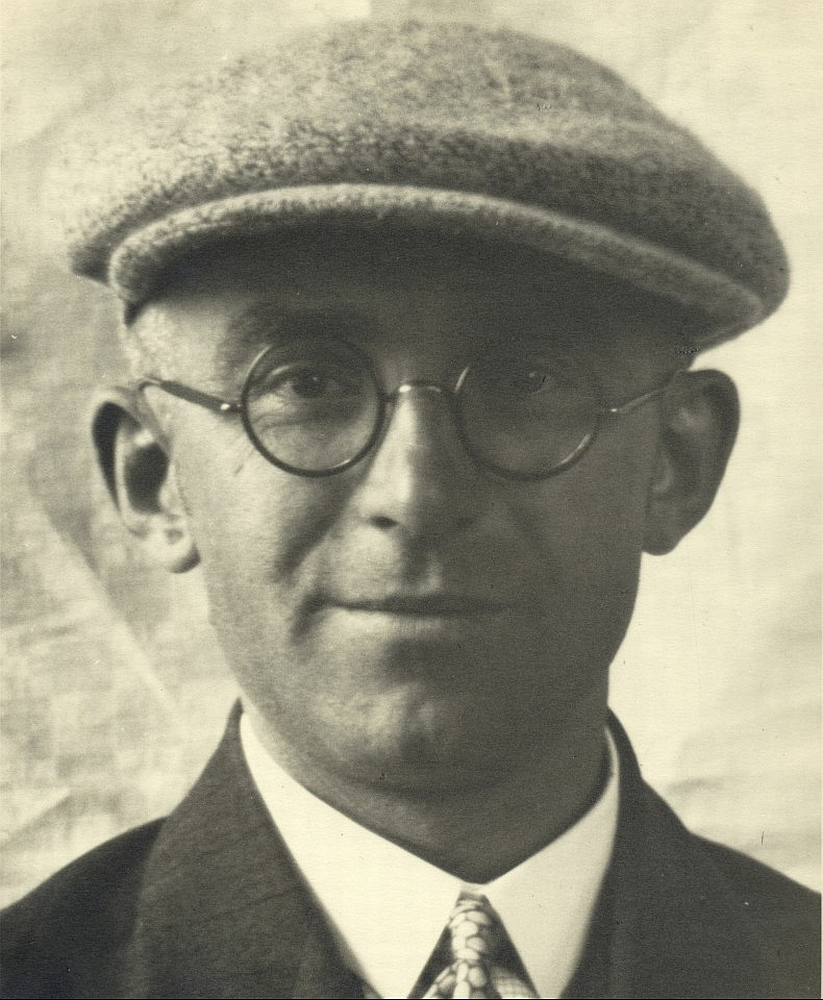
Jan Zelenka

### Sledování R. Heydricha
František Šafařík začal Reinharda Heydricha sledovat, časy jeho příjezdů a odjezdů šifrovaně zapisoval (včetně informací o jeho případném ozbrojeném doprovodu) a předával tyto informace odbojářům do poštovní schránky v Biskupcově ulici na Žižkově. Toto místo se nacházelo od Pražského hradu poměrně daleko a tak po nějakém čase vybral Jan Zelenka vhodnější místo pro předávku informací a sice v Letenské ulici číslo 2 na pražském Klárově.
Přízemní byt v Letenské ulici číslo 2, kde bydlely sestry Kovárníkovy, měl tři okna do ulice. Šafařík vždy zaklepal na první z nich zleva a vyčkal na jeho otevření. Jedna z žen (Ludmila či Marie) od něj převzala beze slov obálku (s heslovitými, zpravodajsky cennými informacemi) načež František Šafařík okamžitě spěchal pryč. (Šafařík se na jména obou žen nikdy neptal a ani později, jak vyplynulo z jeho poválečné výpovědi, je ani jejich pravou identitu neznal.) Někdy obálku přebíral i Jan Kubiš, který do bytu v Magdeburské ulici chodil Marii Kovárníkovou navštěvovat.

Dům na adrese Letenská 526/2 na Klárově v Praze
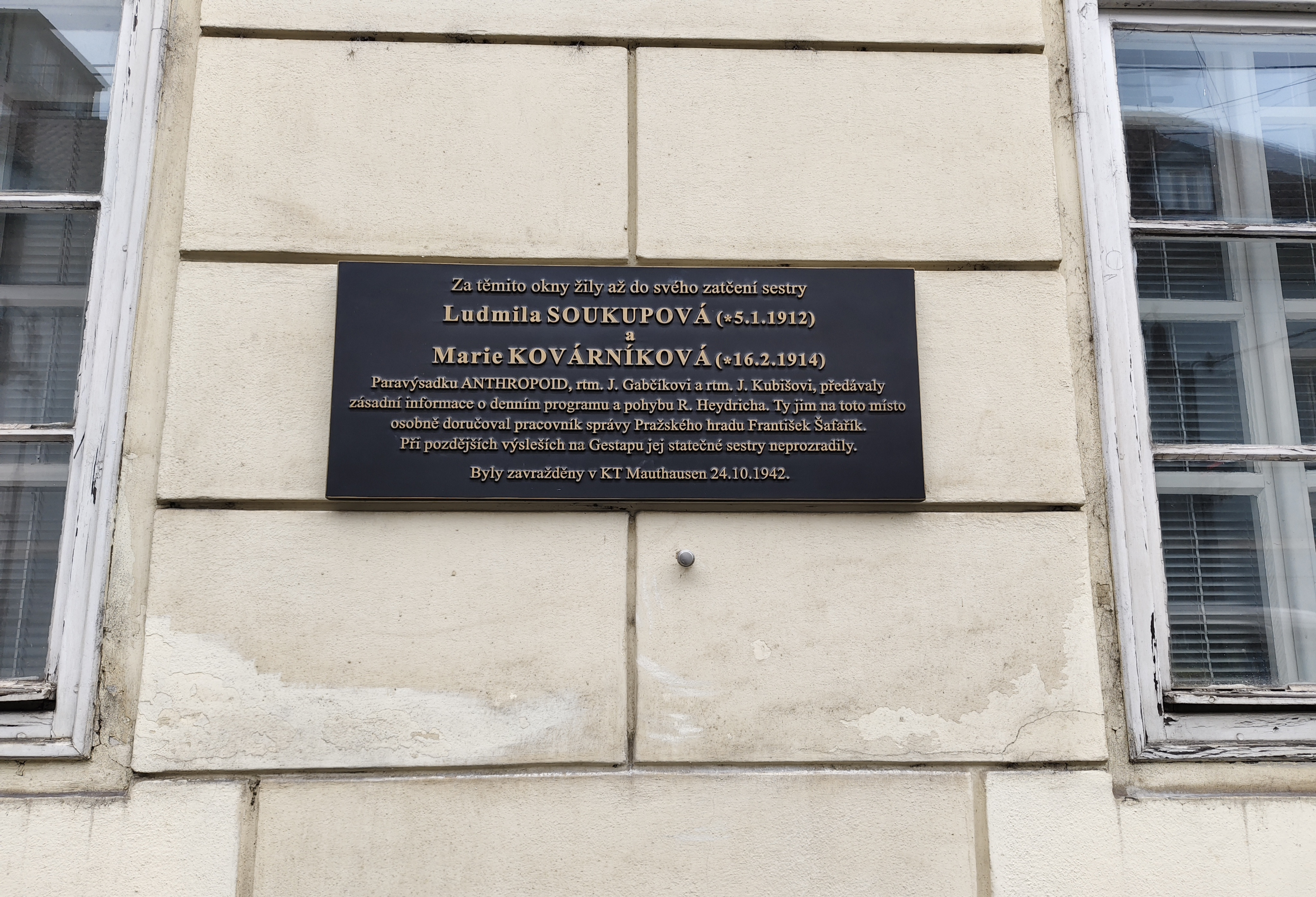
Pamětní deska na domě mezi okny, kde sestry bydlely
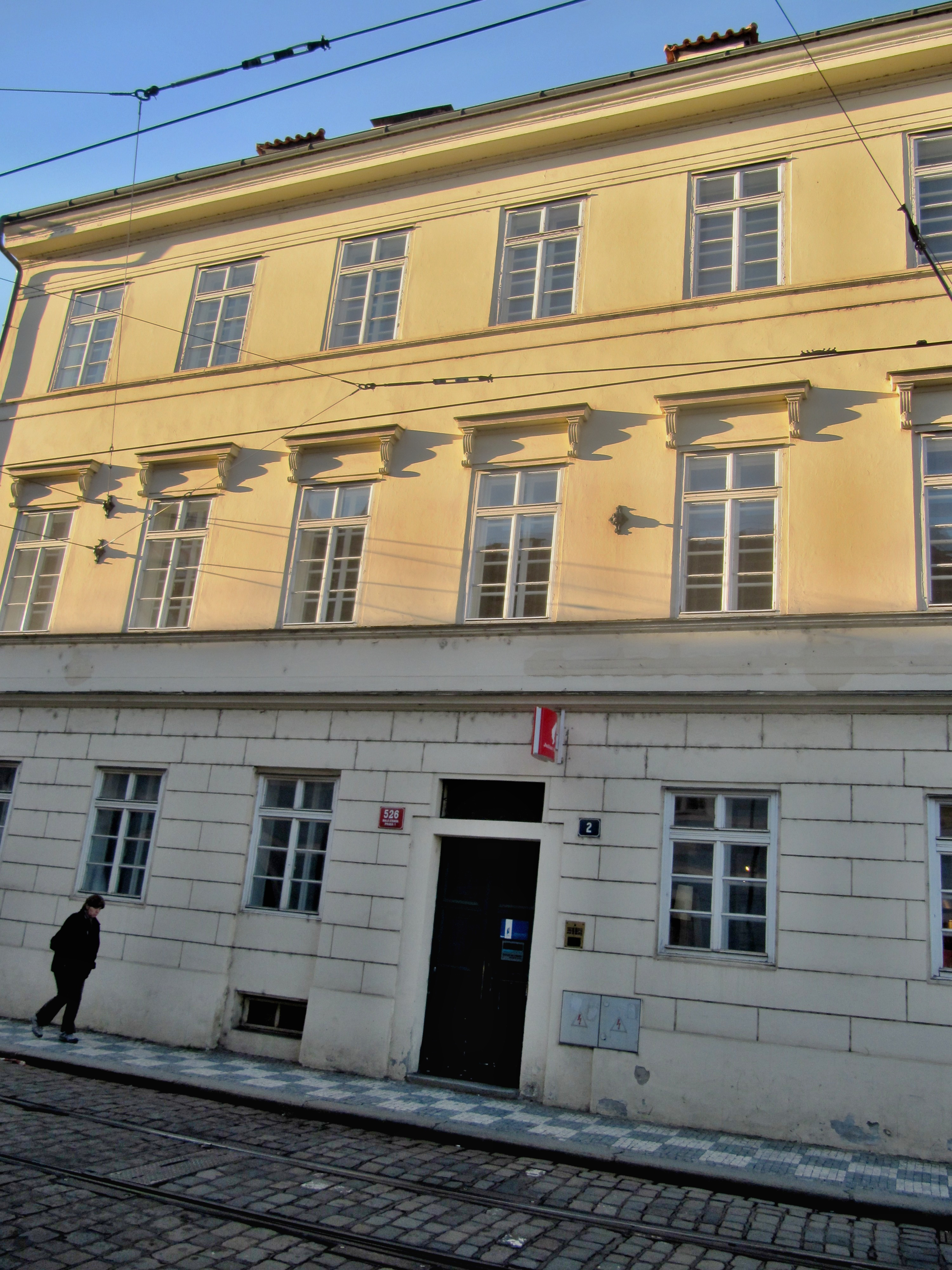
Pohled na vchodové dveře objektu včetně oken v přízemí
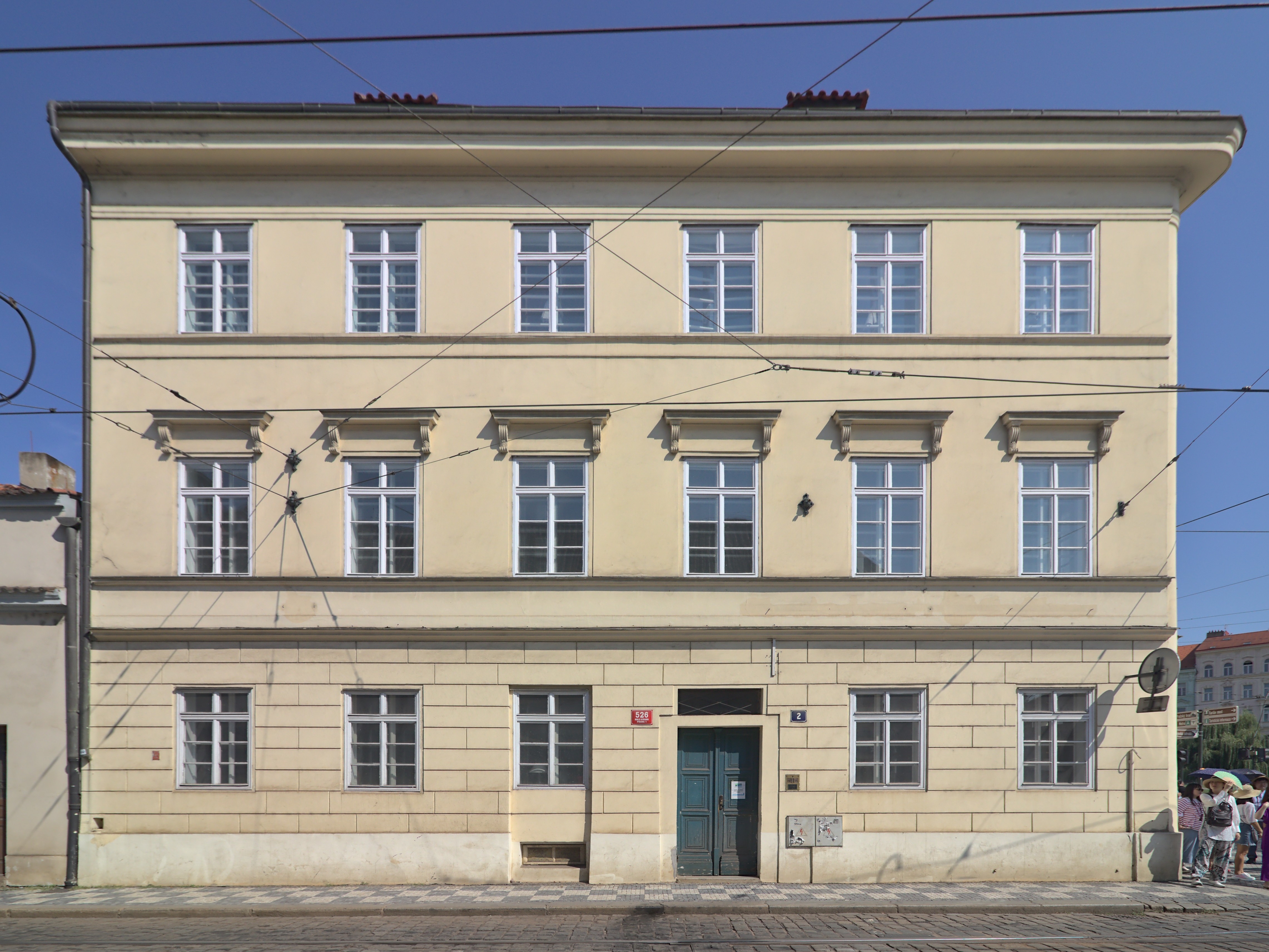
Celkový pohled na budovu z Letenské ulice

Informace od Františka Šafaříka byly pro odboj zásadní, neboť vypovídaly o tom, zda jede Heydrich sám, kolik je s ním ve voze osob, zda je doprovázen ozbrojenou ochrankou nebo zda jeho mercedes doprovází eskorta na motocyklech. Poslední informace do bytu sester na Klárově přinesl František Šafařík 17. května 1942 (tedy 10 dní před termínem atentátu). Šafaříkova zpráva informovala o tom, že R. Heydrich jezdí z Panenských Břežan na Pražský hrad a zpět již ve stále stejnou dobu (tu striktně dodržuje), neměnnou trasou (s doprovodem, který ale není pravidelný). Díky těmto údajům mohli rotmistři Jan Kubiš s Jozefem Gabčíkem určit místo přepadu v pražské Libni a na takto vytipovaném místě si na Heydrichův Mercedes ozbrojeni počkat.

### Po atentátu na R. Heydricha
Velkou pátrací akci odstartovalo gestapo již několik málo hodin bezprostředně po útoku na Reinharda Heydricha (středa, 27. května 1942) a byla zaměřena nejen na odhalení identity a místa pobytu samotných pachatelů útoku, ale i na nalezení všech jejich spolupracovníků a podporovatelů. Po zradě Karla Čurdy (16. června 1942) se gestapo postupně dostalo na stopu podporovatelů parašutistů. Dne 23. června 1942 zatklo gestapo přítelkyni Jozefa Gabčíka Annu Malinovou, která byla zaměstnána ve stejném kartonážním závodě firmy K. Reicha na pražském Smíchově jako Ludmila Soukupová.

### Prozrazení, výslechy
Marie Kovárníková i Ludmila Soukupová byly v Praze zatčeny gestapem 25. června 1942 na základě udání domovníka Josefa Otty, které učinil 18. června 1942. Při výsleších obě statečné sestry Šafaříkovu totožnost gestapu zamlčely a navzdory silnému psychickému tlaku (a trýznění) vyvíjenému ze strany německých vyšetřovatelů obě ženy věrohodně tvrdily, že byly pouze milenkami obou parašutistů (což jim gestapo nakonec uvěřilo) a že neměly pražádné kontakty na domácí protiněmecký odboj.

### Proces s představiteli pravoslavné církve
Přelíčení před stanným soudem s biskupem vladykou Gorazdem (občanským jménem Matějem Pavlíkem; 1879–1942) a s dalšími vedoucími představiteli pravoslavné církve: Janem Sonnevendem (188–1942); Václavem Čiklem (1900–1942) a Vladimírem Petřekem (1908–1942), kteří pomáhali ukrývat atentátníky na Reinharda Heydricha v chrámu svatého Cyrila a Metoděje proběhlo v Němci „orchestrovaném veřejném“ procesu odpoledne 3. září 1942 od 14.00 hodin v hlavní pražské úřadovně gestapa v Petschkově paláci. Během tohoto přelíčení musela zatčená Ludmila Soukupová i její sestra Marie Kovárníková vypovídat. Nad souzenými představiteli pravoslavné církve byl nakonec v 17.00 vynesen rozsudek trestu smrti zastřelením (a zabavení veškerého majetku) za „ukrývání vrahů SS Obergruppenführera Reinharda Heydricha a dalších pěti padákových agentů“.

Stanný soud s představiteli pravoslavné církve
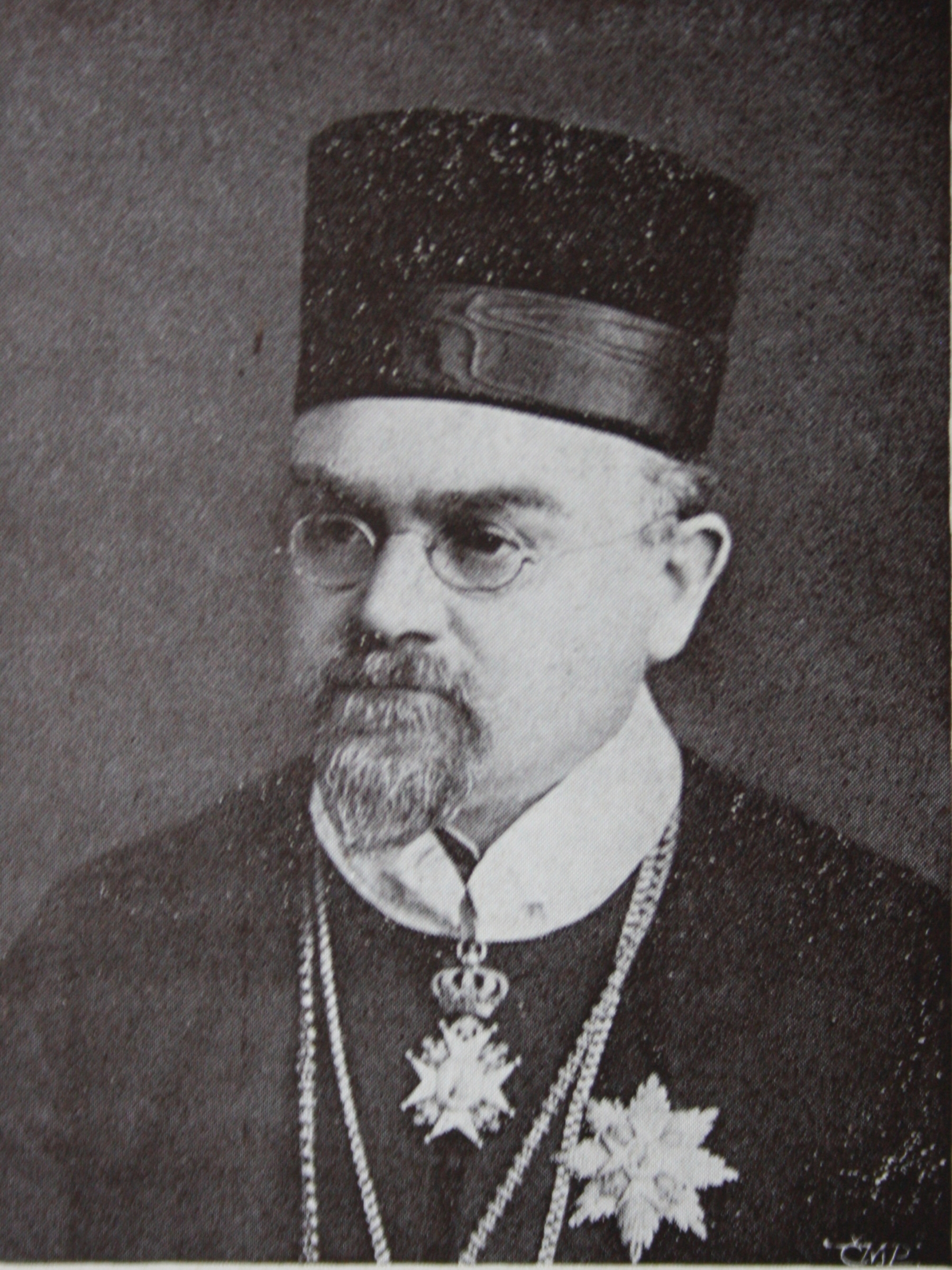
Vladyka Gorazd (Matěj Pavlík)
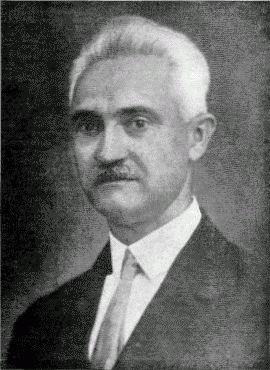
Jan Sonnevend
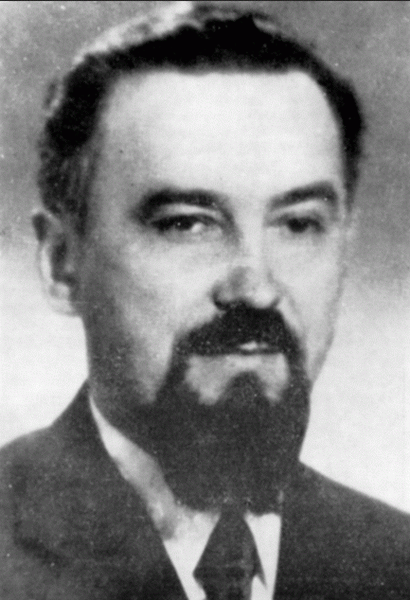
Václav Čikl
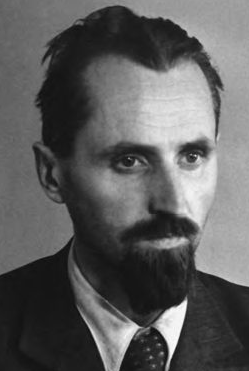
Vladimír Petřek

### Identifikace
Za protektorátu byla budova Hlavova ústavu využívána Němci jako sídlo Ústavu soudního lékařství a kriminalistiky, jehož přednostou byl profesor Günter Franz Josef Weyrich. Ve dnech 23. června 1942 až 26. června 1942 se zde uskutečnila pitva sedmi těl parašutistů zabitých v Resslově ulici.

Budova Ústavu soudního lékařství a kriminalistiky, původní Hlavův ústav
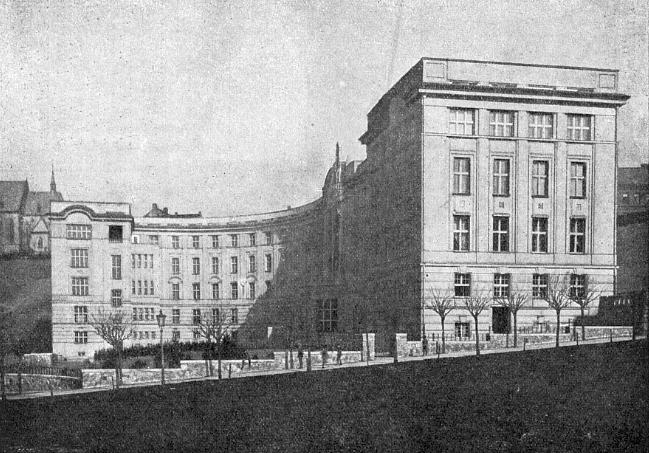
Hlavův ústav v roce 1921
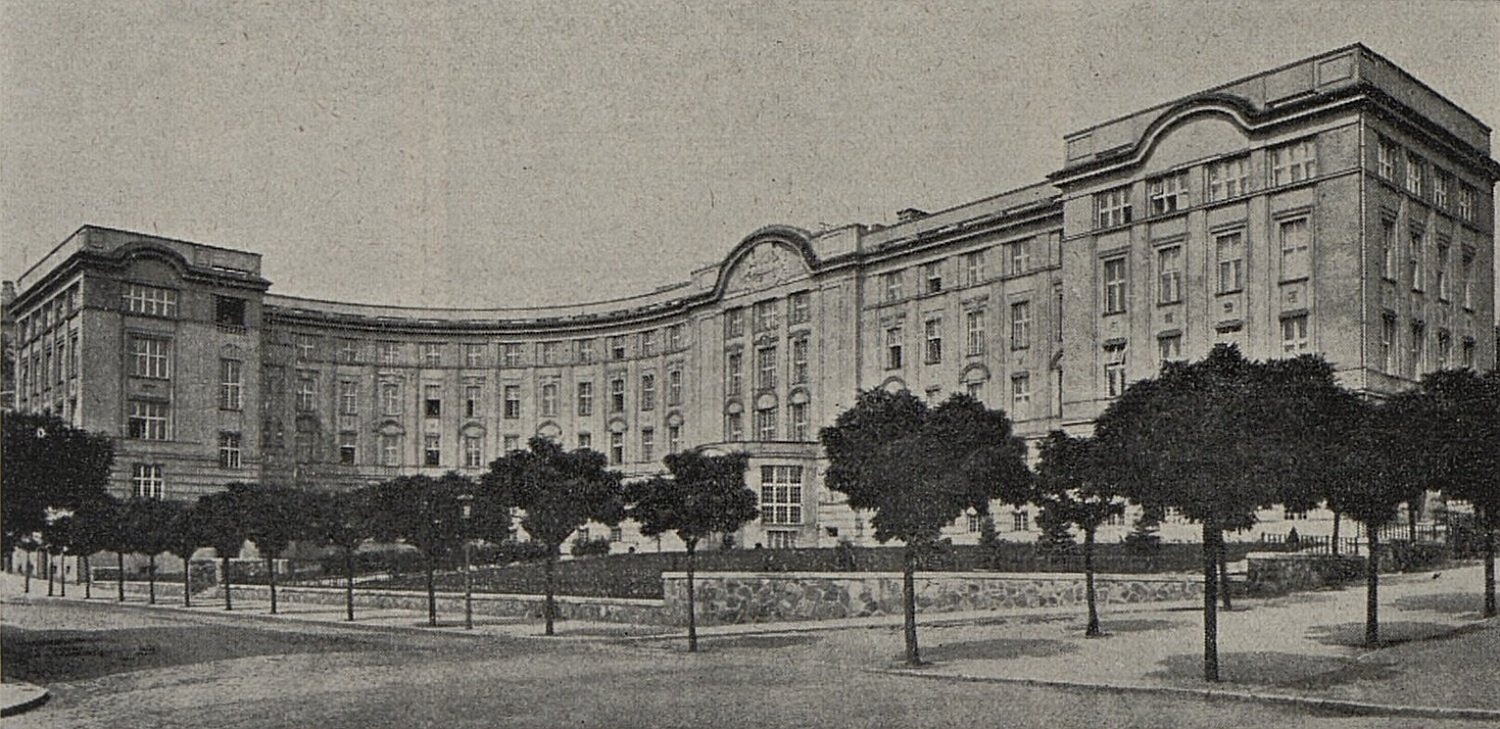
Hlavův ústav v roce 1924
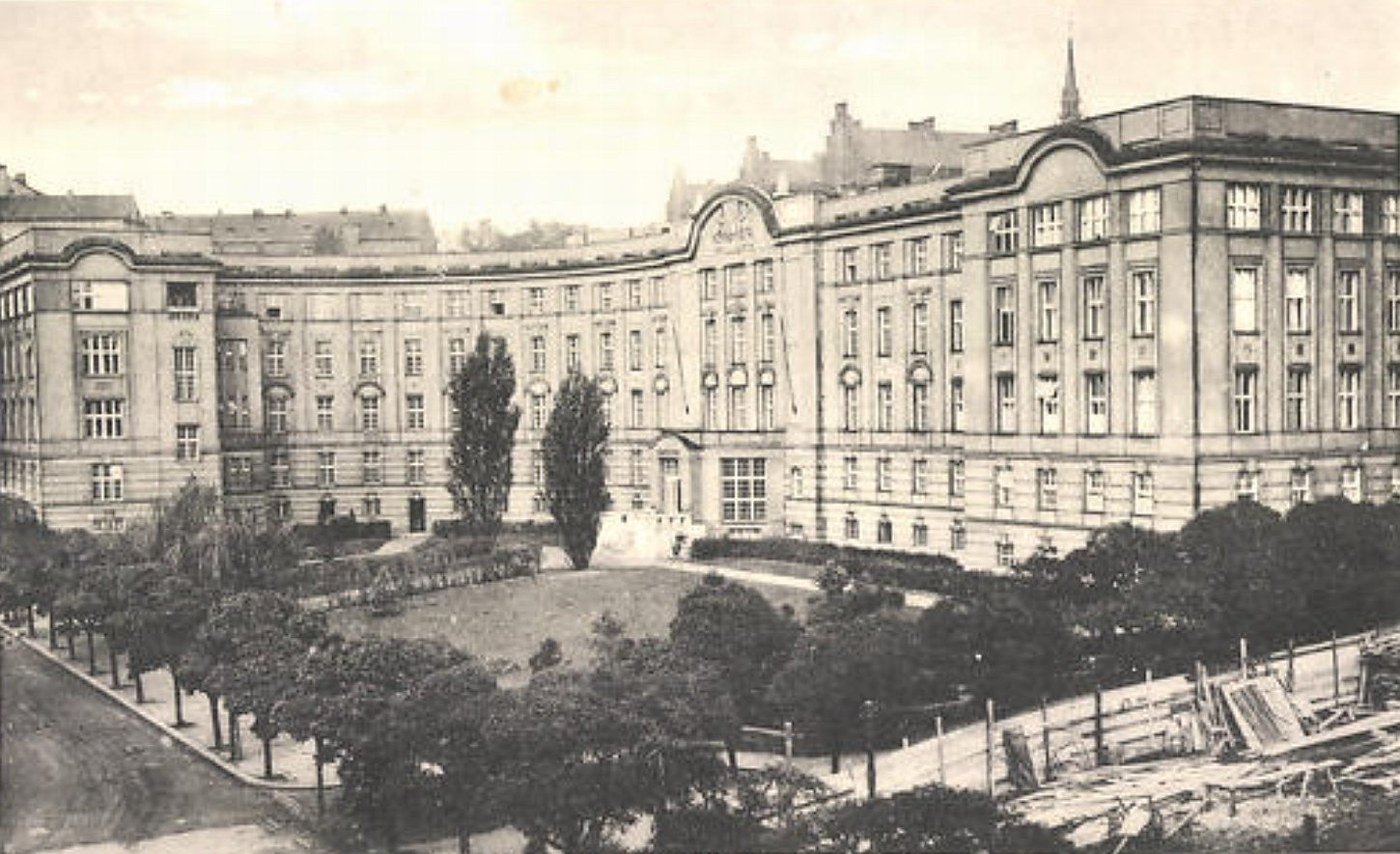
Hlavův ústav na dobové pohlednici

K identifikaci do budovy Ústavu soudního lékařství a kriminalistiky se museli dostavit zatčení příbuzní a spolupracovníci parašutistů: Marie Kovárníková, Ludmila Soukupová, Jaroslav Piskáček, Václav Novák, otec Jana Kubiše František Kubiš, jeho bratři Jaroslav Kubiš a Rudolf Kubiš a další osoby. Zatčeným byly k identifikaci předloženy preparované hlavy mrtvých parašutistů.

### Věznění, odsouzení a poprava
Za odbojovou činnost (a především však za napomáhání parašutistům) byla Marie Kovárníková i Ludmila Soukopová odsouzeny v nepřítomnosti v Praze stanným soudem 29. září 1942 k trestu smrti. Dne 23. října 1942 byl obě sestry převezeny hromadným transportem do koncentračního tábora Mauthausen a o den později (24. října 1942) je zde zavraždili střelou z malorážní pistole do týla společně s dalšími spolupracovníky a rodinnými příslušníky atentátníků při fingované zdravotní prohlídce (v odstřelovacím koutě mauthauzenského „bunkru“). Ludmila Soukupová byla zastřelena v 11.48; její sestra Marie Kovárníková v 11.06.

## Dovětek
- Německé vyšetřující orgány se k Františku Šafaříkovi nikdy ve výpovědích žádných zatčených ani v důkazech nepropracovali.[12] Díky tomu nebyl nikdy německými bezpečnostními složkami zatčen[10] a druhou světovou válku přežil.[11][12]
- Udavač Josef Otta byl po skončení druhé světové války zatčen a při pokusu o útěk byl zastřelen.[4]
- Dcerka Ludmily Soukupové, která se jmenovala po matce Ludmila, druhou světovou válku přežila, neboť nežila se svojí matkou v Praze, ale ukrývala se u příbuzných v obci Ohrazenice.[4]

## Připomínky
- Její jméno (Soukupová Ludmila roz. Kovárníková *5.1.1912) je uvedeno na pomníku při pravoslavném chrámu svatého Cyrila a Metoděje (adresa: Praha 2, Resslova 9a). Pomník byl odhalen 26. ledna 2011 a je součástí Národního památníku obětí heydrichiády.[1][2][27]
- Její jméno je uvedeno na pamětní desce umístěné na vnější fasádě domu na adrese: Praha 1, Letenská 526/2, Malá Strana. Na desce je nápis: "Za těmito okny žily až do své smrti sestry Ludmila Soukupová (*5.1.1912) a Marie Kovárníková (*16.2.1914) / Paravýsadku ANTHROPOID, rtm. J. Gabčíkovi a rtm. J. Kubišovi, předávaly zásadní informace o denním programu a pohybu R. Heydricha. Ty jim na toto místo osobně doručoval pracovník správy Pražského hradu František Šafařík. Při pozdějších výsleších na Gestapu jej statečné sestry neprozradily. Byly zavražděny v KT Mauthausen 24.10.1942".[28] Slavnostní odhalení desky uspořádala Československá obec legionářská a Iniciativa A dne 26. října 2024.[29]
- Její jméno je uvedeno na domě číslo popisné 15 v obci Ohrazenice, kde obě sestry (Marie Kovárníková a Ludmila Soukupová, rozená Kovárníková) bydlely v mládí. V tomto domě se ukrývala (v posledních dvou letech druhé světové války) i dcera Ludmily Soukupové-Kovárníkové (Ludmila Soukupová). Pamětní deska byla slavnostně odhalena 30. června 2007, byla financována z veřejné sbírky (15 tisíc Kč) a nese nápis: V této obci se narodily a prožily mládí / Ludmila Soukupová-Kovárníková / * 5.1.1912 / Marie Kovárníková / * 16.2.1914 / Pro poskytnutí pomoci / československým parašutistům z Anglie / byly popraveny 24.10.1942 v Mauthausenu. / Čest jejich památce! / Věnují občané Ohrazenice.[30][31]